# Heřmaň (district de Písek)
Pour les articles homonymes, voir Heřmaň.
Heřmaň (en allemand : Herschmann) est une commune du district de Písek, dans la région de Bohême-du-Sud, en République tchèque. Sa population s'élevait à 278 habitants en 2020.

## Géographie
Heřmaň se trouve à 9 km au sud-sud-ouest de Písek, à 39 km au nord-ouest de Ceské Budejovice et à 97 km au sud-ouest de Prague.
La commune est limitée par Putim au nord, par Písek au nord-est, par Protivín à l'est, par Skály au sud et par Ražice à l'ouest.

## Histoire
La première mention écrite du village date de 1227.

## Transports
Par la route, Heřmaň se trouve à 8 km de Protivín, à 19 km de Písek, à 51 km de České Budějovice et à 138 km de Prague.